# فریده تطهیری مقدم
فریده تطهیری مقدم (۱۳۳۴ تهران) سفالگر و سرامیست اهل ایران است.

## زندگی
فریده تطهیری مقدم فارغ‌التحصیل رشته هنرهای تجسمی از دانشکده هنرهای زیبای دانشگاه تهران است. این سفالگر آثارش را از سال ۱۳۶۶ تاکنون در ۱۵ نمایشگاه انفرادی و بیش از ۳۰ نمایشگاه گروهی در ایران و خارج از کشور به نمایش گذاشته‌است. پژوهش و آموزش نقش‌آفرینی بر بوم خاک، تحقیق و پژوهش در مورد مرمت ابنیه تاریخی سازمان یونسکو و تحقیق در زمینه نقش و نقاشی در هنر ایران از جمله فعالیت‌های پژوهشی فریده تطهیری مقدم محسوب می‌شود.
تطهیری مقدم به عنوان مؤسس و رئیس هیئت مدیره انجمن سفال آذربایجان‌شرقی و مؤسس موزه زنده سفال - تبریز شناخته می‌شود. داوری نمایشگاه و تدریس و آموزش در رشته سفالگری از دیگر فعالیت‌های این هنرمند به‌شمار می‌روند.

## جوایز
- برگزیده بخش تقدیر از مفاخر دهمین دوره جشنواره هنرهای تجسمی فجر[۳]
- برنده جایزه اثر برگزیده در نخستین نمایشگاه دوسالانه نگارگری ایران
- دریافت لوح تقدیر در نخستین نمایشگاه زنان در سازمان میراث فرهنگی کشور ۱۳۷۳
- دریافت لوح تقدیر سومین نمایشگاه دوسالانه نگارگری ایران[۴]

## داوری
- داور بخش‌های هنری کاربردی، سرامیک دیزاین، آثار برتر در میراث فرهنگی
- برنامه‌ریزی و داوری و شرکت در دومین جشنواره سفال هنری – کاربردی -تبریز
- عضو شورای سیاست گذاری، هیئت انتخاب آثار و داور نهایی اولین نمایشگاه سراسری زنان سفالگر ایران[۵]